# سبيكة حديدية

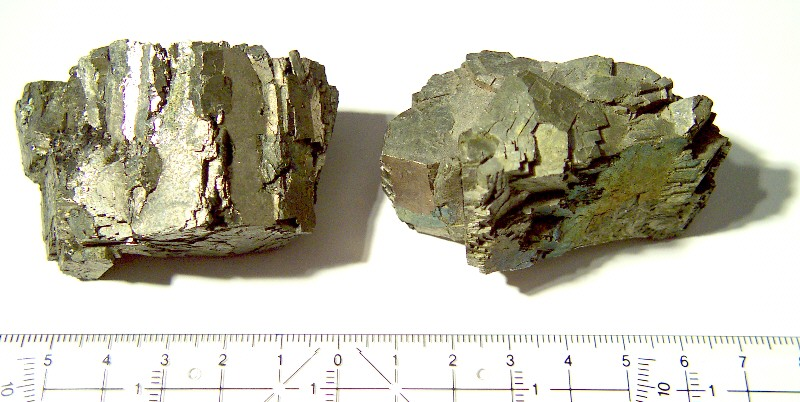
قطع من الفرّوفاناديوم

السبيكة الحديدية أو الأُشابة الحديدية مصطلح عام في مجال علم الصناعة وعلم التعدين والفلزات ويشير إلى أي سبيكة يكون أغلب محتواها من فلز الحديد مع وجود عنصر كيميائي آخر بمحتوى مرتفع نسبياً في السبيكة، مثل عناصر المنغنيز أو الألومنيوم أو السيلكيون. هناك أسلوب موحد في تسمية هذه السبائك، وذلك بإضافة السابقة «فرّو» (والمشتقة من كلمة ferrum والتي تعني حديد في اللاتينية) إلى اسم العنصر الكيميائي المرافق للحديد في السبيكة، كما في فرومنغنيز أو فروكروم أو فروسيليكون أو فروتيتانيوم على سبيل المثال.
تعد السبائك الحديدية ذات أهمية في إنتاج الصلب (الفولاذ)؛ إذ تضيف خواصاً مميزة من النواحي الفيزيائية والهندسية إلى الفولاذ إثناء التصنيع. في سنة 2014 شكلت كل من الصين وجنوب إفريقيا والهند وروسيا وكازاخستان حوالي 84% من الإنتاج العالمي من هذه السبائك؛ والذي وصل إلى حوالي 53 مليون طن في سنة 2015.